# العلاقات التونسية السعودية

العلاقات السعودية التونسية، هي العلاقات الخارجية بين المملكة العربية السعودية وتونس. يمكن تقسيم العلاقات السعودية التونسية إلى أربعة مراحل، أولها عهد ما قبل الاستقلال، وثانيها فترة حكم الحبيب بورقيبة، وثالثها عهد حكم زين العابدين بن علي وآخرها هو ما بعد الثورة التونسية.

## ما قبل الاستقلال
زار الشيخ عبد العزيز الثعالبي الحجاز عام 1926 وقد ذكر بعض حيثيات أسفاره في كتابه الرحلة اليمنية. التقى الثعالبي بالملك عبد العزيز آل سعود في موسم الحج من ذلك العام واستعمله الملك في مسألة الخلاف الحدودي بين الدولة السعودية واليمن التي كانت آنذاك تحت حكم الإمام يحيى حميد الدين. كما تبادل الملك عبد العزيز مع باي تونس أحمد باشا الهدايا والرسائل، وكان من محتوى أحد هذه الرسائل التي بعثها العاهل السعودي:
| العلاقات التونسية السعودية | لا أريد أن أخلق مشكلة لأصدقائنا الإنجليز ولكنهم إذا لم يجدوا حلا يمكنه أن يحفظ مصالح البلدان العربية بعد الحرب فسوف أكون مجبرا على التدخل مباشرة | العلاقات التونسية السعودية |

وفي عام 1943 زار الأميران فيصل وخالد أبناء الملك عبد العزيز البلاد التونسية، وزارا الزيتونة والباي محمد الأمين، ومن الأرجح أنهما لم يلتقيا الحبيب بورقيبة في تلك الزيارة. وكان الحبيب بورقيبة قد زار المملكة في عام 1948 وعام 1951 في جولاته الدولية العديدة التي كان يطمح من خلالها لتدويل القضية التونسية وجمع المال للكفاح المسلح ضد الاستعمار الفرنسي. وإن كان بورقيبة فشل في جمع المال في رحلته، إلا أن الملك عبد العزيز دعمه بمبلغ لا بأس به كان المنطلق لتسليح الكفاح المسلح ضد الاستعمار.

## عهد بورقيبة
فور الاستقلال عام 1956 بدأ التبادل الديبلوماسي بين البلدين وكان أول سفير سعودي لدى تونس هو عبدالرحمن البسام بينما كان السفير التونسي لدى السعودية محمد العروسي المطوي. وقد زار تونس الملك فيصل (كان وقتها أميرا) ليشارك في احتفالات الذكرى السنوية الأولى لاستقلال تونس عام 1957. وقد التقى في زيارته ببورقيبة الذي كان يشغل منصب رئيس الوزراء آنذاك، ويبدو أن العلاقة بين الرجلين توطدت على مدى عشر سنين منذ زيارة بورقيبة للسعودية في الأربعينيات وأصبحا صديقين مقربين.
زار الحبيب بورقيبة السعودية أول مرة بصفته رئيسا لتونس عام 1965. الزيارة استغرقت عدة أيام، زار فيها بورقيبة الملك فيصل، وتنقل بين جدة والمدينة ومكة حيث أدى العمرة. وبعدها بعام زار الملك فيصل تونس في جولة إفريقية شملت عدة دول، وكان من أهدافه منها تقوية الروابط بين الدول الإسلامية وتأسيس مؤسسة دولية تقوي العلاقات بين الدول المسلمة، وقد لقيت هذه الفكرة ترحيبا من بورقيبة.
في عام 1974، ألقى بورقيبة خطابا قيل أنه جاء فيه نقد للقرآن ودعوى بأنه متناقض. وفور وصول الخبر للشيخ عبد العزيز بن باز الذي كان رئيس الجامعة الإسلامية آنذاك، أبرق لبورقيبة منددا بما سمع، ومنتقدا للتهجم على القرآن ومتهما له بالكفر إن كان هذا قد حصل وداعيا له بالتوبة أو تكذيب الخبر. في 11 مايو من ذات العام، أرسل الشاذلي القليبي، مدير ديوان رئاسة الجمهورية التونسية رسالة لبن باز سلمها عنه سفير تونس في السعودية، أوصل فيها شكره للنصيحة ومذكرا بجهود بورقيبة في تحرير تونس من فرنسا وإرجاعها دولة مسلمة بعد أن غدت تابعة لتونس. إلا أن الرد لم يرق لعبد العزيز بن باز، فأبرق مرة أخرى للرئيس بورقيبة سائلا منها ألا يصر على الكفر وأن يوضح موقفه من القرآن ومما نسب إليه. ولم تمنع هذه الفتوى بورقيبة من زيارة السعودية عام 1975، إذ جاءها معزيا بعد اغتيال فيصل بن عبد العزيز في ذلك العام، وكانت تلك آخر زيارة لرئيس تونسي للسعودية حتى زيارة زين العابدين بن علي عام 1988.
وإثر إقامة مصر علاقات مع إسرائيل، قررت الجامعة العربية الانتقال من مقرها في القاهرة إلى تونس، إلا أن بورقيبة كان مترددا في قبول ذلك، وبعد ضغط من السعودية وغيرها تمثل في زيارة وزيرة خارجيتها سعود الفيصل، قبل بورقيبة بالأمر وكان ذلك في عام 1979.
بعد هجوم إرهابي استهدف أربع فنادق في المنستير وسوسة عام 1984، اتهم راشد الغنوشي، المودع في السجون التونسية أصلا آنذاك بعلاقته وعلاقة حركته المسماة حركة الاتجاه الإسلامي بالحادث الإرهابي. قرر بورقيبة تبعا لذلك الحكم بالإعدام على قيادات الحركة بما فيهم الغنوشي. وبعد ضغط من كل من فرنسا، وأمريكا، والجزائر، والسعودية، عدل بورقيبة عن قراره. ويخبر القيادي في الحركة عبد الفتاح مورو المبعد إذ ذاك من تونس واللاجيء في السعودية عن جهوده في الضغط على الحكومة السعودية لأن تحث تونس أن تعدل عن القرار. ففي مقابلة تلفزيونية، تحدث عن زيارته لمفتي السعودية الشيخ عبد العزيز بن باز طالبا منه التحدث مع أمراء الأسرة الحاكمة علهم يجدوا للأزمة مخرجا، وحسب مورو فإن جهود ابن باز تكللت بالنجاح وساهمت في عدول بورقيبة عن الإعدام.
لم تنل استضافة السعودية لمورو رضا الحكومة التونسية حسب تصريحات مورو، فقد أبدت الحكومة التونسية اعتراضها على الاستضافة. ومورو اضطر للخروج من بلاده إثر الحملة التي واجهها الإسلاميون هناك، وقصد أوروبا ثم السعودية. أعطت الحكومة السعودية مورو جواز سفر سعودي يستخدمه إبان مكوثه في السعودية، وعلاقاته وخبراته السابقة كمحام سهلت له العمل في رابطة العالم الإسلامي كمستشار قانوني. ويخبر مورو أن الاتفاق بينه وبين الحكومة السعودية ضمنيا أشار ألا يكون له نشاط سياسي فترة مكوثه في السعودية. مكث مورو في السعودية عدة سنين، التقى فيها بالملك فهد بن عبد العزيز مرة عندما دعاه لمأدبة عشاء، ثم عاد إلى تونس بعد تولي زين العابدين الحكم عام 1987.

## عهد زين العابدين بن علي
أول زيارة خارجية لزين العابدين بن علي بعد توليه الرئاسة كانت للسعودية تلبية لدعوة من الملك فهد لأداء الحاج وزيارة المملكة. ولكن صفاء العلاقة وصل إلى حالة من التعثر عندما اختارت الحكومة التونسية ممثلة بزين العابدين أن تقف موقفا حياديا حيال الغزو العراقي للكويت. والجدير بالذكر أن الموقف الرسمي التونسي كان في بادئ الأمر ناقدا للعراق، إلا أن الضغط الشعبي كان له دور كبير لأن يغير بن علي موقفه. ولا شك أن بن علي، الذي استلم الحكم حديثا وكان يطمح في توطيد حكمه والتصدي للمعارضة، قد كان غير مرتاح للدعم السعودي والكويتي -رسميا كان أم غير ذلك- لحركة النهضة. وبذلك شكلت حرب الخليج فرصة لبن علي لانتهازها لصالحه، فمن جهة يركب موجة التأييد الشعبية، ومن جهة يضغط على الداعمين الأساسيين للمعارضة الإسلامية. والناتج أن بن علي أصبح يرى ضرورة حل أزمة احتلال الكويت بين الحكومات العربية بلا تدخل خارجي. ولذلك قاطع مؤتمر القمة العربية المنعقد في القاهرة إثر الغزو العراقي للكويت في أغسطس 1990 والذي صُوت فيه على السماح للسعودية بالقبول بمساعدة خارجية لردع القوات العراقية.
وقد أصدرت وزارة الخارجية التونسية بيانا في أغسطس 1990 دعت فيه إلى "حل الخلاف بين العراق والكويت بالطرق السلمية وفق ميثاق جامعة الدول العربية، وحصر المساعي في نطاق الجامعة وسحب القوات العراقية لتيسير هذا الحل.
التأييد الشعبي الواسع للموقف المعارض للاستعانة بقوات أجنبية رافقه تأييد من حزب بن علي حزب التجمع الدستوري الديمقراطي ومن أحزاب المعارضة. وكانت نتيجة هذه الحيادية أن قطعت دول الخليج مساعداتها لتونس، فبعد أن وصلت المساعدات المادية لحوالي 100 مليون دولار عام 1990، وصل لتونس ما يقارب 3 ملايين دولار عام 1991. وعندما زادت حدة أزمة حرب الخليج، شددت حكومة بن علي أنها لا تؤيد الاحتلال ولكنها سعت وتسعى لإيجاد حل للمعضلة بدلا من الاستعانة بالخارج. وخفف بن علي من لهجته المعادية للتدخل الخارجي، وأعلنت الحكومة التونسية التزامها بقرار مجلس الأمن التابع للأمم المتحدة رقم 678. إضافة إلى ذلك، اعتقلت السلطات التونسية عدد من رؤساء تحرير الصحف التي ما فتئت تنتقد التحالف الدولي بقيادة الولايات المتحدة لصد الغزو العراقي.
ولقد شكل الاتحاد التونسي للشغل هيئة سماها الهيئة الوطنية لمقاومة العدوان على العالم العربي ودعم العراق، وكانت الهيئة من أنشط الجهات في تونس رفضا لأي مساعدات خارجية لحل الأزمة. وسعيا لحل الأزمة، فقد أرسلت الحكومة التونسية وفدا للتفاوض مع الحكومة العراقية ضم عددا من الوزراء وأفرادا من حركة الديمقراطيين الاشتراكيين إلا أن هذا الوفد لم ينجح في مهمته. أما جبهة المعارضة الإسلامية ممثلة بحركة النهضة فقد أدانت العراق في بادئ الأمر، لكن راشد الغنوشي ومعه عدد من قيادات النهضة صرح أنه ضد التدخل الخارجي، بل ونسبت له تصريحات تمدح صدام حسين وشجاعته في الهجوم على إسرائيل وأن له حق الطاعة، ولكن الغنوشي ادعى أن هذه التصريحات ملفقة. بينما عبر عبد الفتاح مورو، والذي كان قد عاد من منفاه في السعودية في أواخر الثمانينيات، عن رأيه القائل بجواز استعانة الحكومة السعودية بالقوات الخارجية لأنها وسيلة للدفاع عن الإسلام، وكان لعلي العريض رأيا آخر وسطا ينتقد فيه الغزو العراقي لكنه يعارض التدخل الخارجي لتحرير الكويت. صعد الغنوشي من موقفه على مدى الأزمة وصرح أن أي حكومة عربية تستعين بالغرب ليست حكومة إسلامية، الأمر الذي أدى إلى فقدان النهضة للدعم التي تتلقاه من أفراد وجماعات سعودية. وكان هذا التصعيد، وفقا للبروفيسورة إما مرفي، رغبة منه في إبقاء الشارع التونسي منتفضا بعد عدد من المظاهرات التي قام بها اعتراضا على الاستعانة بالغرب.
ولقد تأثرت العلاقات السعودية التونسية بصورة سلبية على مدى التسعينات، وانتهى ذاك الجمود حين زار الملك عبد الله بن عبد العزيز تونس في أكتوبر 1999.

## ما بعد الثورة التونسية

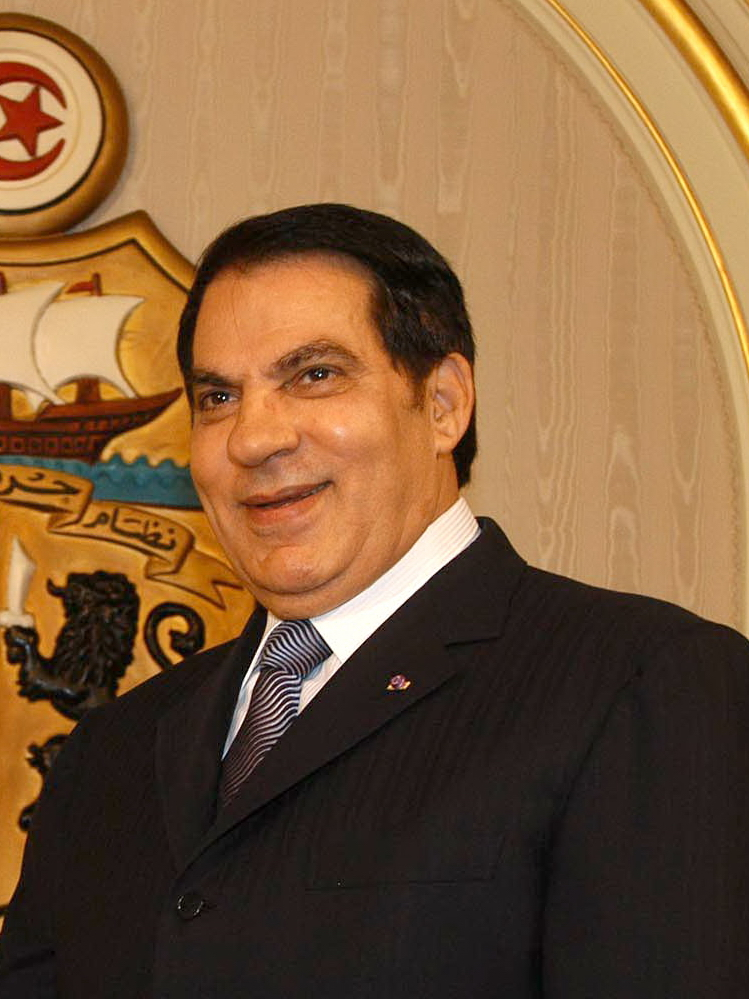
الرئيس التونسي السابق زين العابدين بن علي.

أدانت الحكومة السعودية في بادئ الأمر الثورة التونسية وطابعها التغييري ودعمت نظام زين العابدين بن علي. كما أدانت هيئة كبار العلماء المظاهرات وحرمتها لأنها سبب للفتن وتفريق الجماعة، في إشارة غير مباشرة لمظاهرات الربيع العربي، وتناوب أعضاء هيئة كبار العلماء وعلى رأسهم الشيخ عبد العزيز آل الشيخ على التذكير بأن الانتحار جريمة نكراء، وأن من يتخذ الانتحار وسيلة للضغط لتحقيق مطالب آثم شرعا، في إشارة لحادثة انتحار البوعزيزي الذي يعزى إليها تفجر الثورة التونسية.
أجبرت الثورة التونسية الرئيس زين العابدين بن علي على التنحي عن السلطة ومغادرة البلاد بشكل مفاجئ بحماية أمنية ليبية إلى السعودية يوم الجمعة 14 يناير 2011. إثر وصوله للسعودية، أصدر الديوان الملكي السعودي بيانا أنها قررت استضافة بن علي تقديرا للظروف الاستثنائية التي تمر بها تونس وأنها رحبت «بقدوم فخامة الرئيس زين العابدين بن علي وأسرته إلى المملكة» متمنية أن يسود الأمن والاستقرار في الديار التونسية.
وفي 20 يناير 2011 صرح وزير الخارجية السعودي الأمير سعود الفيصل إن استضافة بلاده للرئيس التونسي المخلوع ليس فيها أي مساس للشعب التونسي، مضيفا أن هذه ليست أول مرة تجير فيها المملكة مستجيرا بها. في الوقت نفسه، أكد الفيصل مجددا أن السعودية لن تسمح للرئيس المخلوع بالعمل السياسي، حيث قال إن هناك شروطا لبقاء المستجير، وهناك ضوابط لهذا الشيء، ولن يسمح بأي عمل كان في هذا الخصوص، وإنما السعودية مع الشعب التونسي في بلوغ أهدافه وفي بلوغ ما يرمي إليه قلبا وقالبا. كما أكد المتحدث الرسمي باسم وزارة الخارجية السعودية أن بلاده استقبلت بن علي حقنا لدماء التونسيين.

### المطالبات بتسليم بن علي
ومنذ فرار بن علي، تكررت الدعوات التونسية للسعودية بتسليمه دون استجابة من الطرف السعودي. ففي أواخر يناير 2011، في خضم تبعات الثورة التونسية، طالب المنصف المرزوقي، رئيس حزب المؤتمر من أجل الجمهورية والذي انتخب لاحقا رئيسا للجمهورية، طالب السعودية تسليم بن علي وزوجته للسلطات التونسية «ليحاسبا على الجرائم والسرقات». وبعد هذا التصريح بأيام، أعلن وزير العدل التونسي الأزهر القروي الشابي أن القضاء التونسي أصدر مذكرة جلب دولية بحق بن علي وزوجته ليلى الطرابلسي وأقاربهما. هذا وجددت الحكومة التونسية طلبها في فبراير 2011 على لسان وزارة الخارجية، بينما تظاهر المئات من التونسيين في أبريل 2011 أمام السفارة السعودية في تونس العاصمة منددين برفض السعودية تسليم بن علي وطالبوا السفير السعودي بمغادرة البلاد. وفي هذه الأثناء في سبتمبر 2011، زار سعود الفيصل وزير خارجية السعودية آنذاك تونس لتعزيز التعاون بين البلدين بينما رجحت مصادر إخبارية أن يكون المسؤولين التونسيين قد طالبوا الوزير السعودية بتسليم بن علي مجددا.
وقبيل زيارته للسعودية في فبراير 2012، صرح حمدي الجبالي، رئيس الوزراء التونسي آنذاك، أنه لن يتطرق مع الجانب السعودي لموضوع بن علي نظرا لأن سلطته التنفيذية لا تخوله التدخل في إجراءات القضاء التونسي الذي يطالب بتسليمه، مؤكدا أن العلاقات بين البلدين «أوسع» من قضية الرئيس المخلوع، بينما ذكرت تقارير صحفية سعودية أن الحكومة السعودية بادرت الجبالي لدى زيارته بإعلانها أنها لن تسلم بن علي لتونس لأنها ترفض رد من «طلب جوارها».
وفي شهر مايو 2012، ذكر وزير العدل التونسي نور الدين البحيري أن وجود زين العابدين بن علي على أراضي السعودية يمثل خطرا عليها، مجددا طلب بلاده والقضاء التونسي بضرورة تسليمه لتونس لتتم محاكمته، ومؤملا أن يراعي المسؤلون السعوديون عراقة العلاقات بين الشعبين. هذا وعاود الجانب التونسي الطلب من السعودية تسليم بن علي مستغلا زيارته لمكة المكرمة لحضور أعمال القمة الاستثنائية لمنظمة التعاون الاسلامي. وقد صرح المنصف المرزوقي بأن «مسألة تسليم بن علي تشكل حساسية في العلاقات الثنائية بين السعودية وتونس» متسائلا في ذات الوقت كيفية استجارة المملكة بشخص كبن علي والذي حسب رأيه اضطهد الإسلام وسرق الأموال ودنس القرآن.
وبينما خفتت حدة الدعوى التونسية لتسليم بن علي، إلا أن موضوعه يفتح دوما بين الفترة والأخرى. ففي ذكرى الثورة التونسية الثانية في 14 يناير 2013، دعا حزب المؤتمر من أجل الجمهورية التونسيين لوقفة احتجاجية أمام السفارة السعودية ترفض كل الإشارات الحزبية وتوحد مطالبها بطلب واحد وهو جلب بن علي من السعودية. أما وزير الخارجية التونسي، المنحي حامد، فقد رفض في زيارة وفد بلاده للسعودية في مارس 2014 أن يتطرق لقضية بن علي مصرحا أن بلاده «تحترم موقف السعودية بإيواء زين العابدين بن علي» وأن هناك أمورا أهم للحديث فيها مع الجانب السعودي إبان الزيارة.
وقد طالب المنجي الرحوي، ممثل الجبهة الشعبية، في نوفمبر 2016، في مجلس نواب الشعب الحكومة السعودية بترحيل زين العابدين بن علي في إطار جلسة اجتماع مع وزير المالية. بينما أكد رئيس الجمهورية التونسية الباجي قايد السبسي في ديسمبر 2017 أن طلب بلاده جلب بن علي من السعودية قوبل بالرفض.

### ما بعد الثورة
بينما أعلنت الحكومة السعودية وقوفها التام مع الشعب التونسي، إلا أنها لم تهنيء الحكومة التونسية الانتقالية على الثورة غرار العديد من الحكومات العربية. وقد استاءت الحكومة السعودية من فوز حزب النهضة في انتخابات المجلس الوطني التأسيسي التونسي 2011 برئاسة راشد الغنوشي. ومما يجدر ذكره أن للسعودية علاقة شائكة مع الغنوشي، فقد كان له موقف معارض لاستعانة السعودية في حرب الخليج بالقوات الأجنبية، وقد منعته السلطات السعودية من دخول للسعودية لأداء الحج عام 2007. كما تحدث في مقابلة على قناة الجزيرة عن نفاق الدول العربية التي جربت فرض الإسلام على شعبها - في إشارة غير صريحة للسعودية وفقا لمضاوي الرشيد - منتقدا خلع النساء من تلك الدول لحجابهن فور مغادرتهن بلادهن. وكتبت ابنته سمية الغنوشي مقالا في يونيو 2011 في الغارديان اعتبر لاذعا وذو لهجة شديدة الحدة ضد السعودية ووقوفها ضد الثورات العربية بجانب الحكام الديكتاتوريين. ولدى زيارة راشد الغنوشي للولايات المتحدة الأمريكية في نوفمبر 2011، صرح أنه يتوقع أن الثورات العربية ستنتقل إلى الملكيات العربية وستنهيها بحلول عام 2012، وأضاف أن الثورات العربية أجبرت الملكيات في العالم العربي «على مواجهة خيارات صعبة.  إما أن يعترفوا بأن وقت التغيير قد حان، أو أن التغيير لن يتوقف عند حدودهم لمجرد أنهم ملوك. فالشبيبة في السعودية لا يرون أنفسهم أقل استحقاقاً للتغيير من نظرائهم في تونس أو سوريا.» وقد أثار هذا التصريح حنق الصحافة السعودية، وأفرد بعض كتاب الرأي مقالات مثل سلمان الدوسري في جريدة الاقتصادية الذي وصف تصريح الغنوشي بأنه «تدخل سافر» وأن الغنوشي «قد بلغ مرتبة متقدمة من الوقاحة» منتقدا تملقه وتملق جماعة الإخوان المسلمين لإيران والخميني وفكره.

## العلاقات الاقتصادية
تتطور العلاقات الاقتصادية بين الطرفين بشكل مستمر، حيث أن أهم المجالات التي غطاها التعاون هو الاتفاق على تنظيم الدورة العاشرة للجنة المشتركة بالعاصمة الرياض وكذلك البرنامج التنفيذي لمذكرة التفاهم بين مركز النهوض بالصادرات بتونس وهيئة تنمية الصادرات لعامي 2018-2019 .
ومن الناحية الصناعية تتعاون تونس والمملكة في مجال الطاقة والتعدين والمجال المصرفي والمالي والجمارك كذلك التعاون الإنمائي، وقد قدم الصندوق السعودي للتنمية مبلغ 85 مليون دولار، وذلك لتجهيز مستشفى جامعي بمدينة القيروان، كما منح الصندوق 15 مليون دولار أمريكي لتجديد وترميم جامع عقبة بن نافع بنفس المدينة.
ووقعت المملكة اتفاقية قرض بمبلغ 85 مليون دولار لبناء مساكن اجتماعية حيث تعد امتداداً المرحلة الأولى التي مولها الصندوق في 2013م، وايضاً جرى التوقيع على اتفاقية قرض بقيمة  40 مليون دولار لبناء وتجهزي مستشفيين، ووافق الصندوق السعودي للتنمية على تقديم قرض لتونس بقيمة 129 مليون دولار.
وتستثمر المملكة في تونس بمبلغ 561 مليون دينار، كما وصل قيمة المشروعات التنموية التي يمولها الصندوق السعودي للتنمية إلى 500 مليون دينار.
وبلغ حجم الصادرات بين المملكة وتونس في عام 2017م 832 مليون ريال سعودي صادرات المملكة لتونس بينما وصلت الواردات إلى 164مليون ريال سعودي .
وتتركز معظم السلع المصدرة لذات العام في:
- لدائن ومصنوعاتها .
- مواد دابغة، والوان ودهانات.
- منتجات كيماوية غير عضوية.
- ألومنيوم ومصنوعاته.
- حشود ولباد وحبال.

بينما أهم السلع المصدرة:
- شحوم وزيوت حيوانية أو نباتية.
- أجهزة ومعدات كهربائية وأجزاؤها.
- ألبسة غير مصنرة.
- منتجات كيماوية غير عضوية.
- ألبسة مصنرة.[44]

وانعقدت في العاصمة تونس أعمال المنتدى الاقتصادي السعودي التونسي على هامش أعمال الدورة التاسعة للجنة السعودية التونسية المشتركة في 4 ذي القعدة 1438هـ، وشارك فيه حوالي 60 رجل أعمال من المملكة وتونس وممثلين عن قطاعات اقتصادية مختلفة.
وخلال  المنتدى وقع البلدان على برنامج عمل مشترك يهدف إلى تقوية وتعزيز علاقة الشراكة بين الطرفين في مجال التجارة والاستثمار، والتعاون التجاري والاقتصادي، كذلك تبادل الخبرات والمعلومات، بالإضافة إلى  التعاون في مجال التسويق للاستثمار والتعريف بمناخ وفرص الاستثمار في كلا البلدين.

## الزيارات الرسمية
- 2019م: زار الملك سلمان تونس لترأس وفد المملكة في القمة العربية تحديداً في 31 مارس.
- 2018م:  كما قد زار الأمير محمد بن سلمان ولي العهد الجمهورية التونسية في 27 نوفمبر، وأيضا في نفس العام تحديداً في شهر ديسمبر زار دولة رئيس الحكومة التونسية يوسف الشاهد المملكة العربية السعودية في ديسمبر.
- 2016م: زار الرئيس الباجي قائد السبسي رئيس رئيس الجمهورية التونسية الرياض .[45]

## الاتفاقيات واللجان المشتركة
وقع البلدين اتفاقيتين ومذكرة تفاهم بين حكومة المملكة العربية السعودية والجمهورية التونسية في 13 ديسمبر 2018م بحضور الملك سلمان ودولة رئيس الحكومة بالجمهورية .
كما وقع كلا منهما اتفاقية الازدواج الضريبي بين المملكة وتونس في 8 يوليو 2010م.
واتفاقية تنظيم نقل الأشخاص والبضائع على الطرق البرية بين وعبر أراضي الدولتين في 28 نوفمبر 2016م.
وتشترك السعودية وتونس مجلس الأعمال السعودي التونسي وكذلك اللجنة السعودية التونسية التي يرأسها من الجانب السعودي وزارة التجارة والاستثمار.